# Grigory Gluckmann
Grigorij Efimovic Glikman, connu comme Grigory Gluckmann ou Grégory Gluckman, né le 25 octobre 1898 à Vitebsk en Biélorussie et mort en 1973, est un peintre, illustrateur et lithographe russe.
Alexandre Tansman compose à Grigory Glückman une pièce de piano en création mondiale le 8 octobre 1936, Varsovie, radio polonaise Ed. Max Eschig.

## Biographie
Il fait ses études à l'école des Beaux-Arts de Moscou.
Il part ensuite s'installer à Florence avant de faire de même à Paris en 1920.

## Œuvres
Il peint surtout des nus et des scènes de genre, et travaille également comme illustrateur.